# Сюньхуа-Саларський автономний повіт
35°50′56″ пн. ш. 102°29′05″ сх. д. / 35.84884° пн. ш. 102.48468° сх. д.
Сюньхуа-Саларський автономний повіт (кит. 循化撒拉族自治县, пін. Xúnhuà Sālāzú Zìzhìxiàn) — один із повітів КНР у складі префектури Хайдун, провінція Цинхай. Адміністративний центр — містечко Цзіши.

## Географія
Сюньхуа-Саларський автономний повіт лежить на висоті близько 1900 метрів над рівнем моря у верхній течії Хуанхе.

### Клімат
Повіт знаходиться у зоні, котра характеризується вологим континентальним кліматом. Найтепліший місяць — червень із середньою температурою 20,1 °C. Найхолодніший місяць — січень, із середньою температурою -4,3 °С.
| Клімат повіту Сюньхуа-Салар | Клімат повіту Сюньхуа-Салар | Клімат повіту Сюньхуа-Салар | Клімат повіту Сюньхуа-Салар | Клімат повіту Сюньхуа-Салар | Клімат повіту Сюньхуа-Салар | Клімат повіту Сюньхуа-Салар | Клімат повіту Сюньхуа-Салар | Клімат повіту Сюньхуа-Салар | Клімат повіту Сюньхуа-Салар | Клімат повіту Сюньхуа-Салар | Клімат повіту Сюньхуа-Салар | Клімат повіту Сюньхуа-Салар | Клімат повіту Сюньхуа-Салар |
| Показник                    | Січ.                        | Лют.                        | Бер.                        | Квіт.                       | Трав.                       | Черв.                       | Лип.                        | Серп.                       | Вер.                        | Жовт.                       | Лист.                       | Груд.                       | Рік                         |
| Середній максимум, °C       | 3,6                         | 7                           | 12,4                        | 18,5                        | 21,9                        | 24,8                        | 27,1                        | 26,4                        | 21,7                        | 16,5                        | 10,8                        | 5                           | 16,3                        |
| Середня температура, °C     | −4,3                        | −0,4                        | 5                           | 11                          | 14,9                        | 17,9                        | 20,1                        | 19,5                        | 15,1                        | 9,3                         | 2,4                         | −3                          | 9                           |
| Середній мінімум, °C        | −10,6                       | −6,7                        | −1,1                        | 4                           | 7,9                         | 11,2                        | 13,7                        | 13,4                        | 9,7                         | 3,5                         | −4,2                        | −9                          | 2,7                         |
| Норма опадів, мм            | 0.4                         | 0.4                         | 2.5                         | 10                          | 34                          | 43.4                        | 66.2                        | 58                          | 42.4                        | 13.7                        | 0.6                         | 0.2                         | 271.8                       |
| Вологість повітря, %        | 44                          | 42                          | 42                          | 44                          | 54                          | 61                          | 65                          | 64                          | 66                          | 62                          | 50                          | 50                          | 53.7                        |
| --------------------------- | --------------------------- | --------------------------- | --------------------------- | --------------------------- | --------------------------- | --------------------------- | --------------------------- | --------------------------- | --------------------------- | --------------------------- | --------------------------- | --------------------------- | --------------------------- |
| Джерело: data.cma.cn        |                             |                             |                             |                             |                             |                             |                             |                             |                             |                             |                             |                             |                             |